# Giải bóng đá U-21 Quốc tế Báo Thanh Niên 2008
Giải bóng đá U21 Quốc tế báo Thanh niên lần 2-2008 diễn ra từ ngày 20 tháng 9 đến ngày 28 tháng 9 năm 2008 trên Sân vận động Tự Do tại Thành phố Huế, tỉnh Thừa Thiên Huế.

## Địa điểm thi đấu
Tất cả các trận đấu diễn ra trên Sân vận động Tự Do tại Thành phố Huế, tỉnh Thừa Thiên Huế.
| Thành phố Huế      |
| ------------------ |
| Sân vận động Tự Do |
| Sức chứa: 25,000   |
|                    |

## Thành phần tham dự
| Số thứ tự | Đội bóng                    | Liên đoàn | Huấn luyện viên    | Đội trưởng |
| --------- | --------------------------- | --------- | ------------------ | ---------- |
| 1         | U21 Báo Thanh niên Việt Nam | Việt Nam  | Lưu Quốc Tân       |            |
| 2         | U21 Singapore               | Singapore | Terry Pathmanathan |            |
| 3         | U19 Thái Lan                | Thái Lan  | Kawin Kachendecha  |            |
| 4         | U21 Malaysia                | Malaysia  | Rajagopal          |            |
| 5         | U21 Myanmar                 | Myanmar   | San Win            |            |
| 6         | U20 Iran                    | Iran      | Marka Aghajanian   |            |

## Cơ cấu giải thưởng

### Giải thưởng tập thể
- Đội vô địch: Cúp, Huy chương vàng, Cờ và 10.000 USD
- Đội nhì: Huy chương bạc, Cờ và 7.000 USD
- Đội ba: Huy chương đồng, Cờ và 5.000 USD
- Giải phong cách: Cờ và 3.000 USD
- Tổ trọng tài xuất sắc nhất: 500 USD

### Giải cá nhân
Mỗi giải cá nhân nhận 500 USD bao gồm các giải sau:
- Cầu thủ ghi nhiều bàn thắng nhất
- Cầu thủ xuất sắc nhất
- Thủ môn xuất sắc nhất

## Vòng bảng
6 đội chia thành hai bảng đấu vòng tròn một lượt tính điểm chọn hai đội đầu mỗi bảng vào bán kết.
|  | Đội bóng đi tiếp vào vòng trong |  | Đội bóng bị loại ở vòng bảng |

Tất cả thời gian là giờ địa phương (UTC+7) tại nơi diễn ra trận đấu.

### Bảng A
| Đội tuyển | số trận | thắng | hoà | thua | bàn thắng | bàn thua | điểm |
| --------- | ------- | ----- | --- | ---- | --------- | -------- | ---- |
| Thái Lan  | 2       | 2     | 0   | 0    | 6         | 2        | 6    |
| Việt Nam  | 2       | 1     | 0   | 1    | 5         | 4        | 3    |
| Malaysia  | 2       | 0     | 0   | 2    | 3         | 8        | 0    |

| Việt Nam                                                    | 4–2      | Malaysia                                                    |
| ----------------------------------------------------------- | -------- | ----------------------------------------------------------- |
| Nguyễn Đức Thiện 7', 23' · Nguyễn Văn Khải 18', 64' (ph.đ.) | Chi tiết | Ahmad Fakri Bin Saarani 8' · Kavichelvan Vivekandanthan 25' |

| Thái Lan                                                                               | 4–1      | Malaysia                         |
| -------------------------------------------------------------------------------------- | -------- | -------------------------------- |
| Rachanon Srinok 18' · Nirunrit Jaroensuk 77' · Jirawut Sarana 89' · Charin Boodhad 90' | Chi tiết | Nawaphon Tantraseni 11' (ph.l.n) |

| Thái Lan                                      | 2–1      | Việt Nam            |
| --------------------------------------------- | -------- | ------------------- |
| Yodrak Namueangrak 45' · Norawich Kaikaew 59' | Chi tiết | Nguyễn Đức Thiện 8' |

### Bảng B
| Đội tuyển | số trận | thắng | hoà | thua | bàn thắng | bàn thua | điểm |
| --------- | ------- | ----- | --- | ---- | --------- | -------- | ---- |
| Iran      | 2       | 2     | 0   | 0    | 7         | 0        | 6    |
| Singapore | 2       | 1     | 0   | 1    | 1         | 6        | 3    |
| Myanmar   | 2       | 0     | 0   | 2    | 0         | 2        | 0    |

| Iran | 6–0      | Singapore |
| --- | -------- | --------- |
| Rasoul Kar 8' · Karim Ansari Fard 30' · Hossein Ebrahimi Lakmehsari 45' (ph.đ.) · Ahmad Amirkamdar 60' · Hadi Azizi 80' · Shojae Khalilzadeh 90' | Chi tiết |           |

| Myanma | 0–1      | Iran                      |
| ------ | -------- | ------------------------- |
|        | Chi tiết | Jalaldin Alimohammadi 64' |

| Singapore                 | 1–0      | Myanmar |
| ------------------------- | -------- | ------- |
| Hidhir Bin Hasbiallah 49' | Chi tiết |         |

## Đấu loại trực tiếp

### Tóm tắt
|  | Bán kết    | Bán kết |               |   | Chung kết | Chung kết |
|  |            |         |               |   |           |           |
|  | 26 tháng 9 |         |               |   |           |           |
|  |            |         |               |   |           |           |
|  | Thái Lan   | 3       |               |   |           |           |
|  | Thái Lan   | 3       | 28 tháng 9    |   |           |           |
|  | Singapore  | 1       |               |   |           |           |
|  | Singapore  | 1       | Thái Lan      | 1 |           |           |
|  | 26 tháng 9 |         | Thái Lan      | 1 |           |           |
|  |            | Iran    | 2             |   |           |           |
|  | Iran       | Iran    | 2             | 4 |           |           |
|  | Iran       |         |               | 4 |           |           |
|  | Việt Nam   | 0       |               |   |           |           |
|  | Việt Nam   | 0       | Tranh hạng ba |   |           |           |
|  |            |         |               |   |           |           |
|  | 28 tháng 9 |         |               |   |           |           |
|  |            |         |               |   |           |           |
|  | Singapore  | 0       |               |   |           |           |
|  | Singapore  | 0       |               |   |           |           |
|  | Việt Nam   | 1       |               |   |           |           |

### Bán kết
| Thái Lan                                                              | 3–1      | Singapore               |
| --------------------------------------------------------------------- | -------- | ----------------------- |
| Suphaphorn Phomphinit 25' · Seeket Madputeh 46' · Rachanon Srinok 55' | Chi tiết | Abdul Wahid 90' (ph.đ.) |

| Iran                                                                                          | 4–0      | Việt Nam |
| --------------------------------------------------------------------------------------------- | -------- | -------- |
| Rasoul Kar 29' · Armen Tahmasian Zaraneh 75' · Jalaldin Alimohammadi 86' · Soroush Rafiei 89' | Chi tiết |          |

### Tranh hạng ba
| Singapore | 0–1      | Việt Nam            |
| --------- | -------- | ------------------- |
|           | Chi tiết | Hoàng Đình Tùng 85' |

### Chung kết
| Iran                                               | 2–1      | Thái Lan                |
| -------------------------------------------------- | -------- | ----------------------- |
| Shojae Khalilzadeh 60' · Jalaldin Alimohammadi 78' | Chi tiết | Ekkachai Ritthiphan 50' |

## Kết quả chung cuộc
- Vô địch:  Iran
- Hạng nhì:  Thái Lan
- Hạng ba:  Việt Nam
- Giải phong cách:  Việt Nam
- Vua phá lưới:  Nguyễn Đức Thiện và  Jalaldin Alimohammadi  (3 bàn thắng)
- Thủ môn xuất sắc nhất: Samuel Por Cunningham
- Cầu thủ xuất sắc nhất::  Rasoul Kar